# 주디 메러디스

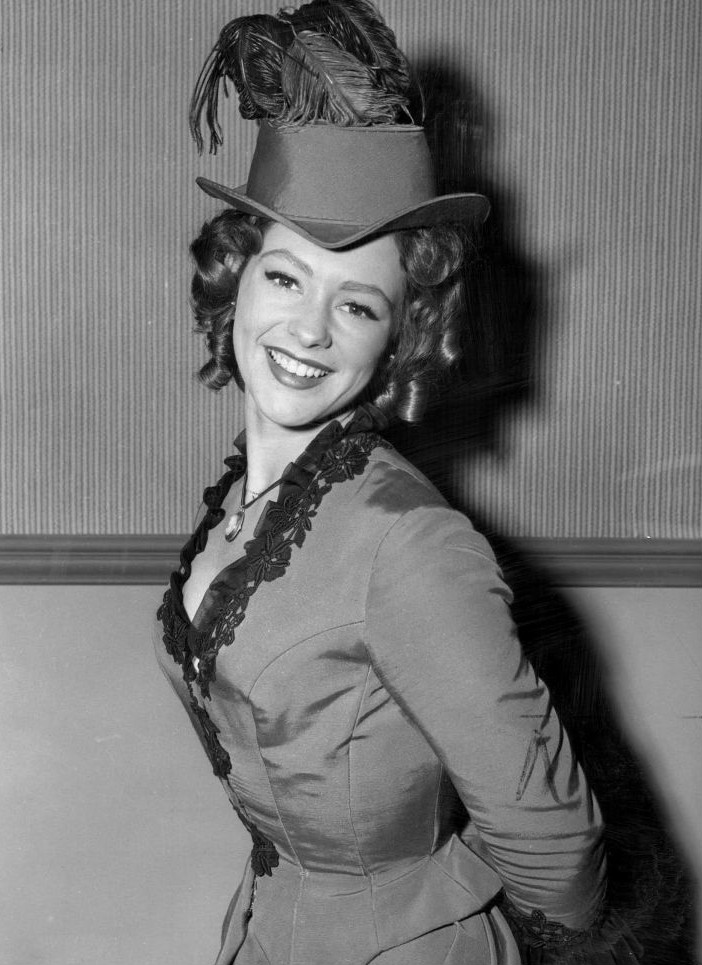

주디 메러디스(Judi Meredith, 본명: Judith Clare Boutin, 1936년 10월 13일 ~ 2014년 4월 30일)는 미국의 배우, 텔레비전 배우, 영화배우이다.
미국 오리건주 포틀랜드에서 태어났으며 라스베이거스에서 사망하였다.

## 영화
- 황금의 꿈 (1971년)
- 하와이 5-0수사대 (1968년)
- 잭 더 자이언트 킬러 (1962년)
- 벤 케이시 (1961년)
- 보난자 (1959년)
- 서부의 파라딘 (1957년)